# Julieta Cantaluppi
Julieta Cantaluppi (Como, 24 gennaio 1985) è un'ex ginnasta italiana, l'unica ad aver vinto 7 titoli nazionali italiani di ginnastica ritmica; classificatasi al 16º posto alle Olimpiadi di Londra 2012, ha partecipato a 6 edizioni dei mondiali.
La sua società è stata la S.G. Fabriano

## Carriera

### Ginnasta
Figlia dell'atleta bulgara Kristina Ghiurova, campionessa del mondo alla fune di Londra 1979, che è stata anche la sua allenatrice, la Cantaluppi inizia la sua attività agonistica nel 1992, ed entra a far parte del Team Italia nel 1998.
La Cantaluppi è l'unica ginnasta ad aver vinto sette volte i campionati assoluti italiani (2005, 2007, 2008, 2009, 2010, 2011 e 2012); ha ottenuto una medaglia d'oro ai Giochi del Mediterraneo del 2009.
Nel 2004 ottiene l'11º posto della classifica a squadre agli Europei di Kiev. Nel 2005 il 4º posto ai Giochi del Mediterraneo di Almeria, il 14º posto ed il 9º posto nella classifica a squadre agli Europei di Mosca . Nel 2008 l'8º posto, nella specialità clavette, nella Coppa del Mondo a Corbeil-Essonnes, e il 15º posto agli Europei di Torino.
Nel 2009 vince la medaglia d'oro ai XVI Giochi del Mediterraneo a Pescara, ed ottiene il 13º posto ai Mondiali di Mie. Nel 2010 raggiunge il 13º posto agli Europei di Brema. Nel settembre 2011 conquista il pass che le consente di gareggiare alle Olimpiadi di Londra 2012.
Si ritira dall'attività agonistica al termine della stagione 2013, terminata con la conquista del terzo posto nel campionato italiano a squadre, a 28 anni.

### Allenatrice
Ritiratasi dall'attività agonistica Julieta prosegue nella ginnastica ritmica in veste di allenatrice presso la S.G. Fabriano.
Nel 2013, 2015 e 2017 è responsabile, insieme alla madre Kristina Ghiurova, delle Squadre Nazionali Juniores che partecipano a Tornei Internazionali e Campionati Europei. Nel 2017 la squadra junior alle 10 clavette conquista uno storica medaglia d'argento ai Campionati Europei di Budapest.
Julieta è ed è stata allenatrice di alcune ginnaste individualiste del Team Italia tra cui:
- Letizia Cicconcelli, che ha partecipato ai Mondiali di Stoccarda e attualmente ginnasta titolare della Squadra Nazionale Italiana di ginnastica ritmica
- Milena Baldassarri, 6ª alle olimpiadi di Tokyo,  medaglia di bronzo agli Europei di Holon 2016; 9^ in finale ai Mondiali di Pesaro 2017, 7ª ai Mondiali di Sofia in Bulgaria, dove si aggiudica il 2º posto nella specialità nastro ed il 4° nella specialità palla e clavette; 9ª ai Mondiali di Kitakyushu, bronzo alla palla e oro nel team oltre che 5ª nel concorso generale si  Mondiali di Sofia 2022.
- Sofia Raffaeli, medaglia di bronzo alle olimpiadi di Parigi 2024 (allenata a quel punto da Claudia Mancinelli), campionessa mondiale nel concorso generale, nel team, al cerchio, alla palla, al nastro e bronzo alle clavette ai  Mondiali di Sofia 2022; bronzo al cerchio e argento per team nell’edizione 2021.